# Кольцовский сельский совет
Кольцовский сельский совет (укр. Кольцовська сільська рада, крымскотат. Tegeş köy şurası) — согласно законодательству Украины — административно-территориальная единица в Сакском районе Автономной Республики Крым.
Население сельсовета по переписи 2001 года — 1647 человек; площадь — 76 км².
К 2014 году состоял из 3 сёл:
- Кольцово
- Нива
- Огневое

## История
Кольцовский сельский совет в составе Евпаторийского района был образован, видимо, в 1950-х годах, поскольку на 15 июня 1960 года он уже существовал. На эту дату в состав совета входили населённые пункты:

| - Дружба - Желтокаменка - Кольцово - Красновка | - Лушино - Нива - Огневое | - Победное - Столбовое - Туннельное |

1 января 1965 года, указом Президиума ВС УССР «О внесении изменений в административное районирование УССР — по Крымской области», Евпаторийский район был упразднён и сельсовет включили в состав Сакского (по другим данным — 11 февраля 1963 года). Со временем Дружба и Красновка были упразднены, Желтокаменка, Победное и Туннельное к 1968 году передали в Суворовский сельсовет. В 1978 году выделен Столбовской сельский совет и совет обрёл нынешний состав.
С 12 февраля 1991 года сельсовет в восстановленной Крымской АССР, 26 февраля 1992 года переименованной в Автономную Республику Крым. С 21 марта 2014 года в составе Крыма аннексирован Россией. Законом «Об установлении границ муниципальных образований и статусе муниципальных образований в Республике Крым» от 4 июня 2014 года территория административной единицы была объявлена муниципальным образованием со статусом сельского поселения.